# ケンジントン宮殿

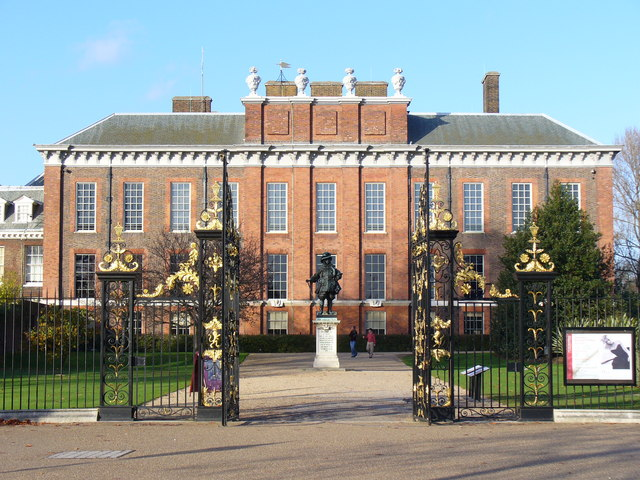
ケンジントン宮殿

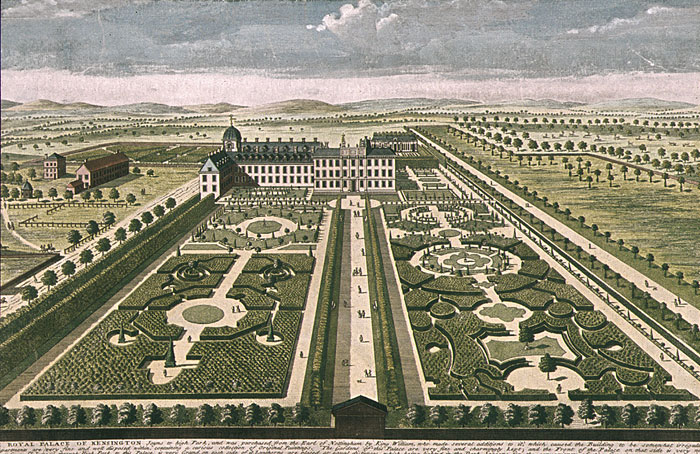
18世紀初頭に作られた版画
ジャン・キップ作

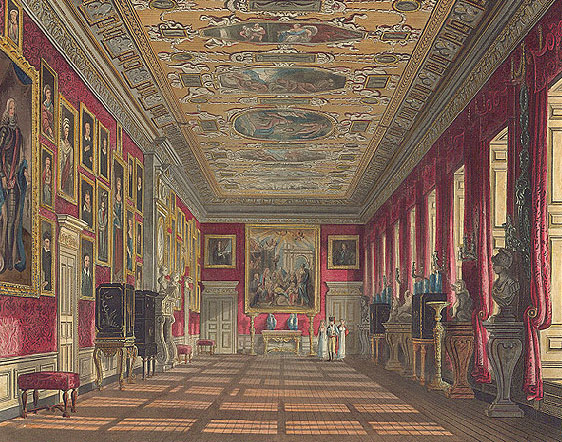
キングズ・ギャラリー

ケンジントン宮殿（Kensington Palace）は、イギリスの首都ロンドンに存在する宮殿。シティ・オブ・ウェストミンスターに大半が含まれるケンジントン・ガーデンズの内、ケンジントン・アンド・チェルシー区側の一部区画上にある。
現在はイギリス王室の構成員であるプリンス・オブ・ウェールズ一家（プリンス・オブ・ウェールズと妻のキャサリン妃、ジョージ王子とシャーロット王女、ルイ王子）、グロスター公爵リチャード、マイケル王子夫妻などが居住している。

## 歴史

### 近世
宮殿の起源は、17世紀にノッティンガム伯のためケンジントンに建設されたノッティンガム・ハウスである。この館は1689年にイングランド国王ウィリアム3世によってノッティンガム伯ダニエル・フィンチから買い取られた。ウィリアム3世は気管支喘息を患っており、スモッグが覆うロンドン中心部を嫌ったためであるとされる。
当時のケンジントンはロンドンの街から離れた村落であったが、テムズ川の水運を用いなければならなかったハンプトン・コート宮殿よりも移動距離が短かった。宮殿からハイド・パーク・コーナーまでには私的な道が設けられたが、これは数台の馬車が並行して走れるほどの幅を有していた。その内の一部は現在ロットン・ロウとして残されている。その後、クリストファー・レンによって宮殿は拡張され、建物の正面を西方として南北には新たに棟を建設し、前庭（cour d'honneur）が整備された。公にはあくまでケンジントン・ハウスであり、パレスではなかった。
数世紀の間、イギリス王室の面々はこの宮殿を愛用してきたが、正式な宮殿はセント・ジェームズ宮殿のままであった。女王メアリー2世は1694年に天然痘によりケンジントンで死去している。1702年にはメアリーの夫であるウィリアム3世がハンプトン・コート宮殿で落馬し、ケンジントンへと運ばれ、ここで死去した。ウィリアム3世の死後はアン女王が居住した。

### 現代
1981年には第8、9アパートメントが合体され、新婚のプリンス・オブ・ウェールズ夫妻、チャールズとダイアナの居室とされた。離婚後もダイアナの公の居住地はこの場所にあった。ウィリアム王子は宮殿からケンジントン付近の保育所、そしてノッティング・ヒルの幼稚園へと通っていた。
2011年に結婚したウィリアム王子と妻のキャサリン妃はケンジントン宮殿に居住し、ジョージ王子とシャーロット王女とルイ王子も宮殿の住人である。
今日では一般に開放されているのは、マーガレット王女が住んでいたアパートメント1Aの庭部分のみである。玉璽室はHistoric Royal Palaces Agency (HRPA) により、その他のプライベート部分は現在も王室の予算を用いて整備されている。

## アクセス
- ロンドン地下鉄・ノッティング・ヒル・ゲート駅徒歩15分、クイーンズウェイ駅徒歩約10分、ハイ・ストリート・ケンジントン駅徒歩約10分